# Eremophila santalina
Eremophila santalina és una planta amb flor de la família Scrophulariaceae, i és endèmica d'Austràlia Meridional. És un arbust erecte amb branques fines, glabres, fulles flexibles i flors blanques o de color crema que de vegades tenen un lleuger to morat-rosat.

## Descripció
Eremophila santalina és un arbust o un arbre petit erecte, glabre, arrodonit, que creix fins a una alçada d'entre 1 i 6 m, i que sovint té branques febles i caigudes. Les branques i les fulles són enganxoses quan són joves a causa de la presència de resina. Les fulles són primes i flexibles, lineals a dues puntes en forma de llança, de vegades en forma de falç, amb una longitud de 42 a 95 mm de llarg i de 35 a 12 mm d'ample.

Les flors es presenten per separat o per parelles amb fulles axials sobre un tija glabre de 10-21 mm. Hi ha 5 sèpals verds i tancats que són de 2-6 mm de llarg. Els pètals tenen una longitud de 10-20 mm i estan units al seu extrem inferior per formar un tub. El tub de pètal és de color blanc-crema, sovint amb un tint rosat-violeta i sense taques. El tub de pètal i els lòbuls són glabres, a part de l'interior de la part mitjana del lòbul inferior, que presenta llargs pèls tous. El lòbul inferior també s'eleva perquè tanqui el tub de pètal. Els 4 estams estan tancats al tub de pètal. La floració es produeix principalment de juliol a octubre i és seguida de fruites gairebé esfèriques, lleugerament carnoses, de 6 a 10,5 mm, i tenen una superfície llisa i groguenca llisa i brillant.

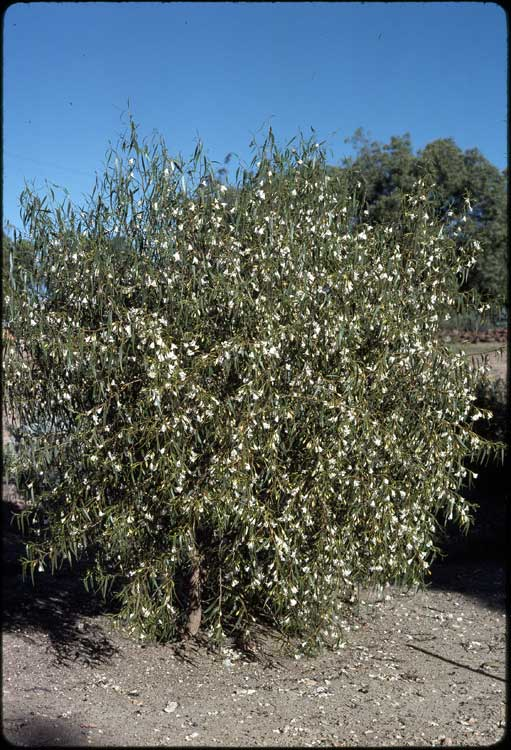
Eremophila santalina en el seu hàbit de creixementent

## Taxonomia
L'espècie va ser descrita per primera vegada formalment en 1853 per Ferdinand von Mueller, que li va donar el nom de Pholidiopsis santalina i va publicar la descripció a Linnaea. El 1860, Mueller va canviar el nom a Eremophila santalina i va publicar el canvi en els documents i actes de la Royal Society of Van Diemen's Land. L'epítet específic (santalina) fa referència a la similitud de l'hàbit d'aquesta espècie amb la de les plantes del Santalaceae genus Santalum.

## Distribució i hàbitat
Eremophila santalina creix als vessants rocosos i al llarg de les lleres entre Hawker i Mambray Creek, al Parc Nacional Mount Remarkable, a les regions botàniques de Flinders Ranges i Eyre Peninsula d'Austràlia Meridional.

## Horticultura
Les branques pèndules i les fulles verdes fosques, així com les flors penjants, són característiques atractives d'aquest gran arbust. Es pot propagar a partir d'esqueixos, encara que les arrels sovint són lentes per desenvolupar-se. Creixerà en una varietat de sòls, inclosa l'argila, però més ràpida en sòls més lleugers a ple Sol. És molt resistent a la sequera i és relativament resistent a les gelades. Rarament tolerarà una alta humitat i es cultiva amb èxit en àrees com Sydney i les zones costaneres de Victòria.